# Deutsch-sierra-leonische Beziehungen
Die Deutsch-sierra-leonischen Beziehungen sind das zwischenstaatliche Verhältnis zwischen Deutschland und Sierra Leone. Beide Länder unterhalten seit 1961 diplomatische Beziehungen. Das Auswärtige Amt bezeichnet das Verhältnis der beiden Länder als „freundschaftlich“. Ein Schwerpunkt der Beziehungen ist die bilaterale Entwicklungszusammenarbeit und Deutschland zählt für Sierra Leone zu den wichtigsten Geberländern.

## Geschichte
Die europäische Entdeckung Sierra Leones durch Pedro de Sintra wird im deutschsprachigen Raum bereits im frühen 16. Jahrhundert durch die Anthologie Paesi Novamente retrovati bekannt, welche in Nürnberg gedruckt wurde. 1789 wurde der übersetzte Reisebericht Reise nach Sierra Leone auf der westlichen Küste von Afrika von John Matthews in Leipzig veröffentlicht. 1804 gelangten deutsche Missionare der britischen Church Mission Society nach Sierra Leone. Der deutsche Architekt Theophil Frey wurde hier 1845 als Sohn eines solchen geboren. 1881 wurde zum Ernst Vohsen zum ersten Konsul des Deutschen Kaiserreichs in der britischen Kolonie Sierra Leone ernannt, der die dortigen Interessen des Kaiserreichs fördern sollte. Als der Erste Weltkrieg 1914 ausbrach, befand sich Sierra Leone als Teil des Britischen Weltreichs für die nächsten vier Jahre im Kriegszustand mit Deutschland und die Briten warben in Sierra Leone Soldaten und Arbeiter für den Kampf gegen die Deutschen in Deutsch-Ostafrika, Togo und Kamerun an.
Nach der Unabhängigkeit von Sierra Leone von den Briten nahm die Bundesrepublik Deutschland 1961 diplomatische Beziehungen mit Sierra Leone auf. Deutschland entsendete einen Botschafter und 1969 eröffnete Sierra Leone eine eigene Botschaft in Bonn. Zwei Jahre später konnte Sierra Leone auch Beziehungen zur DDR aufnehmen, nachdem die BRD die Hallstein-Doktrin aufgegeben hatte. Der blutige Bürgerkrieg in Sierra Leone beeinflusste auch die Beziehungen zu Deutschland. Zwischen 1999 und 2003 musste die deutsche Botschaft geschlossen werden. Erst 2007 konnte schließlich wieder ein Botschafter entsendet werden. 2011 besuchte der Sierra Leonische Staatspräsident Ernest Koroma Deutschland bei einem Staatsbesuch.
Während der Ebolafieber-Epidemie 2014 bis 2016, von der Sierra Leone besonders stark betroffen war, unterstützte Deutschland das Land mit finanzieller und technischer Hilfe.

## Wirtschaftsbeziehungen
2024 lagen die deutschen Warenexporte nach Sierra Leone bei 24,6 Millionen Euro und die Importe aus Sierra Leone bei 48,5 Millionen Euro. In der Rangliste der deutschen Handelspartner nahm Sierra Leone damit Rang 152 ein. Über 80 Prozent der deutschen Importe aus Sierra Leone bestehen aus dem Mineral Rutil, welches in dem Land gefördert wird.

## Entwicklungszusammenarbeit
Deutschland gehört neben den USA und Großbritannien zu den wichtigsten Gebern von Entwicklungshilfe, was Deutschland nicht nur in staatlichen Stellen, sondern auch in der Bevölkerung ein hohes Ansehen verschafft. Die Deutsche Gesellschaft für Internationale Zusammenarbeit (GIZ) und ihre Vorgängerorganisationen sind im Land seit 1963 aktiv und seit 2010 wieder mit einem Regionalbüro in Freetown vertreten, das für Sierra Leone und das Nachbarland Liberia verantwortlich ist. In Sierra Leone beschäftigt die GIZ knapp 100 Mitarbeiter.
Schwerpunkte der bilateralen Zusammenarbeit bilden die Bereiche Jugendbeschäftigung, Ausbildung und Landwirtschaft. Auch Projekte zur HIV/AIDS-Prävention und zur Stärkung von Frauenrechten werden unterstützt. 2015 wurde ein trilateraler Vertrag zwischen den Landwirtschaftsministerien Deutschlands und Sierra Leones und der Ernährungs- und Landwirtschaftsorganisation der Vereinten Nationen unterzeichnet, um die Umsetzung der Implementierung der freiwilligen Richtlinien der Vereinten Nationen zur Landnutzung zu fördern. Laut dem Bundesministerium für wirtschaftliche Zusammenarbeit und Entwicklung (BMZ) hat Deutschland in Sierra Leone über 50.000 Jugendliche aus- und weitergebildet sowie mehr als 2500 Unternehmen beraten. Gefördert wurde der Bau von Tiefbrunnen, Reismühlen und Getreidespeichern mit Solaranlagen sowie die Sanierung von Märkten und ländlichen Zufahrtswegen.
Deutschland hat die Sierra Leone Truth and Reconciliation Commission und den Sondergerichtshof für Sierra Leone finanziell unterstützt. Über den Zivilen Friedensdienst unterstützt die Bundesregierung den Friedens- und Versöhnungsprozess in Sierra Leone über Maßnahmen kirchlicher und privater Organisationen.

## Diplomatische Standorte

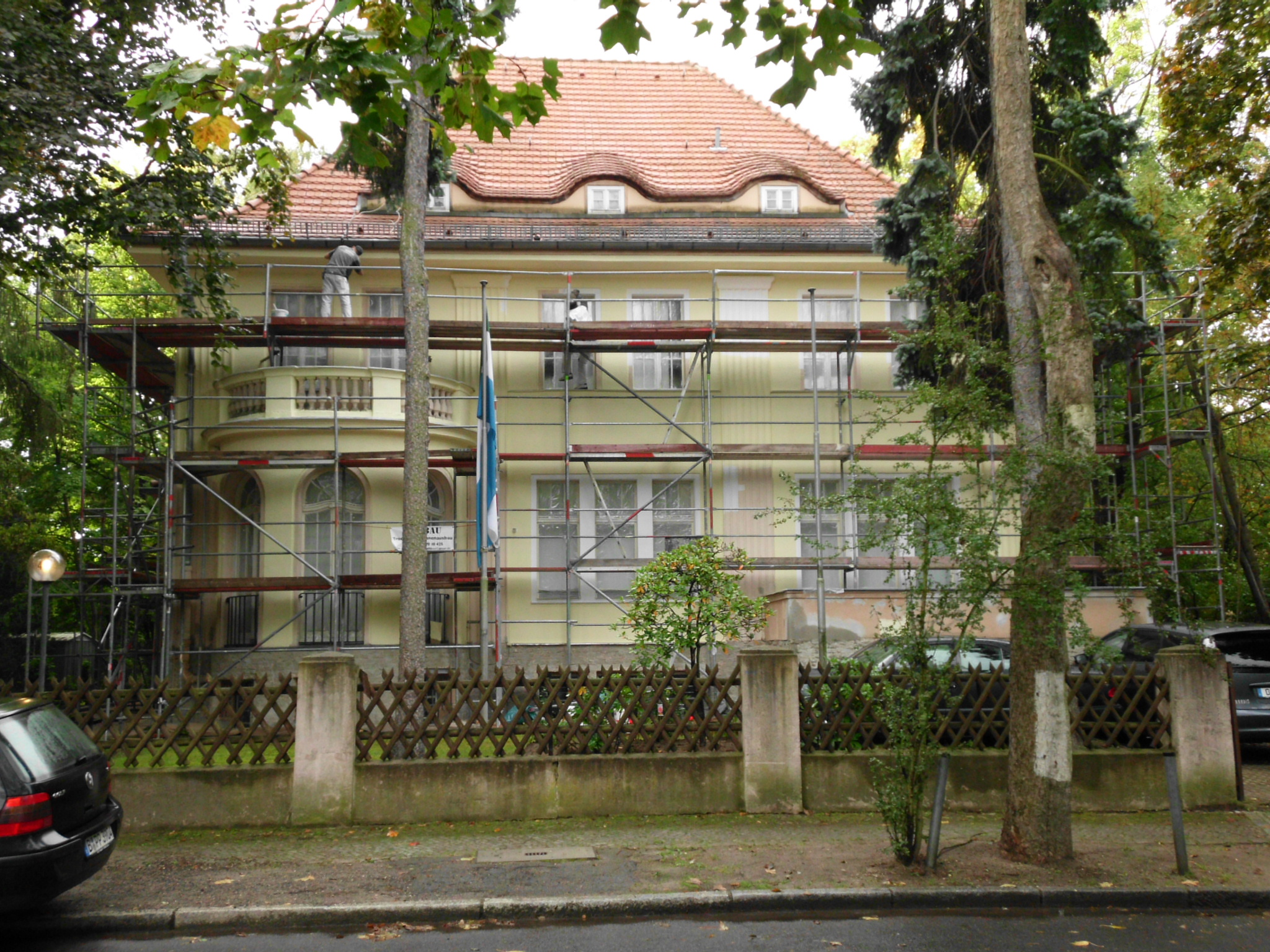
Botschaft von Sierra Leone in Berlin (2012)

- Deutschland betreibt eine Botschaft in Freetown.
- Sierra Leone betreibt eine Botschaft in Berlin.